# سون وي
سون وي مهندسة مدنية صينية وأكاديمي في الأكاديمية الصينية للهندسة (CAE).